# Horace Cardon
Horace Cardon, lateinisch Horatius Cardon (* 1565 oder 1566 in Lucca, Italien; † 1641) war ein französischer Buchdrucker und Verleger.
Cardon war Sohn des Katalanen Joseph Folch de Cardonna und der Isabetta Andrioli, Tochter des Sébastiano Andrioli, eines Edelmannes aus Lucca. Henri IV. verlieh ihm für eine militärische Leistung 1605 den Adelstitel. Mit dem Vermögen, das er sich zusammen mit seinem Bruder Jacques als Buchdrucker und Verleger in Lyon und in Tournon erarbeitet hatte, erwarb er 1620 das Château de Rochecardon.